# Silene uniflora
Silene uniflora Roth, 1794, conhecida nas ilhas da Macaronésia pelo nome comum de bermim, é uma espécie botânica pertencente à família Caryophyllaceae. A planta está presente nas regiões costeiras da Europa Ocidental, Islândia, noroeste da África e nas ilhas da Macaronésia.

## Descrição
Planta perene, glabra, até 25–30 cm de altura, com caules prostrados muito ramificados, formando tufos.
Folhas estreitas, lanceoladas, sésseis, oposto-cruzadas, glabras, com coloração distintamente verde-azulada.
Flores brancas, muito vistosas, pétalas brancas profundamente bífidas, com cálice de 12–18 mm formando uma espécie de cápsula, geralmente raiada de púrpura. Flores solitárias ou agrupadas em cachos de 2 ou 4 flores.
Apresenta as seguintes subespécies:
- subsp. uniflora — com ampla distribuição nas regiões costeiras;
- subsp. thorei (Dufour) Jalas (sin.: Silene thorei Dufour) — no norte da Península Ibérica e no oeste da França, com folhas elípticas largas, sem a coloração verde-azulada da subespécie-tipo;
- subsp. cratericola (Franco) Franco — endémica da ilha do Pico, onde surge esparsamente na cratera da Montanha do Pico durante os meses de verão[1]. Planta protegida nos Açores.

## Ecologia
A distribuição natural da subespécie Silene uniflora Roth ssp. uniflora  está restrita aos habitats costeiros, fortemente expostos, surgindo habitualmente abaixo dos 50 m de altitude, em terrenos de depósito ou nas arribas costeiras. Por vezes também em sobras de caminhos e baldios perto do mar. É tolerante à exposição solar e às brisas marítimas.